# Fox Television Stations
Fox Television Stations é uma divisão de televisão da Fox Corporation. A divisão é responsável pela operação das emissoras próprias da Fox e da MyNetworkTV, além de ser co-proprietária do canal de filmes clássicos.

## História
Em 1986, a 20th Century Fox criou a Fox Television Stations. A nova divisão iniciou as operações com a compra da Metromedia. Seis emissoras foram incorporadas a nova divisão: WNEW em Nova York (renomeada mais tarde para WNYW), KTTV em Los Angeles, WFLD em Chicago, KRIV em Houston, KDAF em Dallas e WTTG em Washington DC. A emissora de TV WCVB, que também fazia parte do pacote, foi descartada durante o processo de transição e vendida posteriormente para a Hearst Corporation. Porém, havia um problema. A legislação proibia que 25% de uma emissora e/ou grupo de mídia sejam controladas por empresas e/ou cidadãos estrangeiros. Nesse caso, o empresário australiano e principal acionista da 20th Century Fox Rupert Murdoch teria que nomear um sócio norte-americano para administrar a empresa. Ele adquiriu a 20th Century Fox, em sociedade com o investidor Marvin Davis. Após obter a cidadania norte-americana, em 1985, ele comprou o restante das ações de Davis e com isso passou a ter maior poder de decisão.

### Expansão
A FOX Broadcasting Company entrou oficialmente ao ar em 9 de outubro de 1986, com seis emissoras próprias e cobertura em quase 100% do território estadunidense. O crescimento da audiência garantiu a possibilidade de competir com as três principais redes de TV do país.  
Após a aquisição dos direitos de transmissão da NFL (conferencia nacional), a FTS intensificou a aquisição de emissoras afiliadas a outras redes, principalmente da CBS. A intenção da FTS era controlar as emissoras de cidades representadas por equipes da NFL (Conferencia Nacional). Um acordo com a New World Communications garantiu a afiliação de oito emissoras nessas cidades. Três anos depois a FTS comprou as emissoras e incorporou-as a divisão. Em 2001, a FTS adquiriu a BHC communications, e com isso, passou a controlar 25 emissoras, e em alguns casos,formou-se duopólios em algumas cidades.

### Nasce uma nova rede
Em 2006, a Time Warner e a CBS anunciaram a fusão das redes de TV UPN e The WB. Dessa fusão, nasceu a 5ª rede de TV dos EUA: a The CW. No dia seguinte, as emissoras da FTS afiliadas a UPN interromperam a promoção da marca e qualquer referencia a rede deixou de ser mencionada nos noticiários e na internet. Um mês Depois, a FTS anunciou a criação de uma nova rede. A nova rede, chamada de MyNetworkTV, tem uma programação diferenciada. As emissoras afiliadas a UPN foram as primeiras a aderir a nova rede, seguida de três afiliadas da The WB pertencentes a Tribune Broadcasting. As emissoras da FTS afiliadas a UPN, juntamente com a independente KDFI e as três ex-afiliadas da WB pertencentes a Tribune iniciaram as transmissões no dia 5 de setembro de 2006. Em 28 de janeiro 2013, a FTS formou uma joint venture com a Weigel Broadcasting para a criação do canal de filmes clássicos Movies!. O novo canal está disponível nas cidades onde a FTS possui concessão. Em 2015, a FTS irá disponibilizar para as suas emissoras o novo canal de variedades Buzzr TV.

## Canais
Atualmente, a Fox Television Stations possui a seguinte estrutura:
- 17 emissoras operadas pela Fox Broadcasting Company
- 11 emissoras operadas pela MyNetworkTV
- 1 emissora independente
- Fox Television Stations Productions
- MyNetworkTV
- Movies! (Joint venture com a Weigel Broadcasting)